# 喜多川歌麿

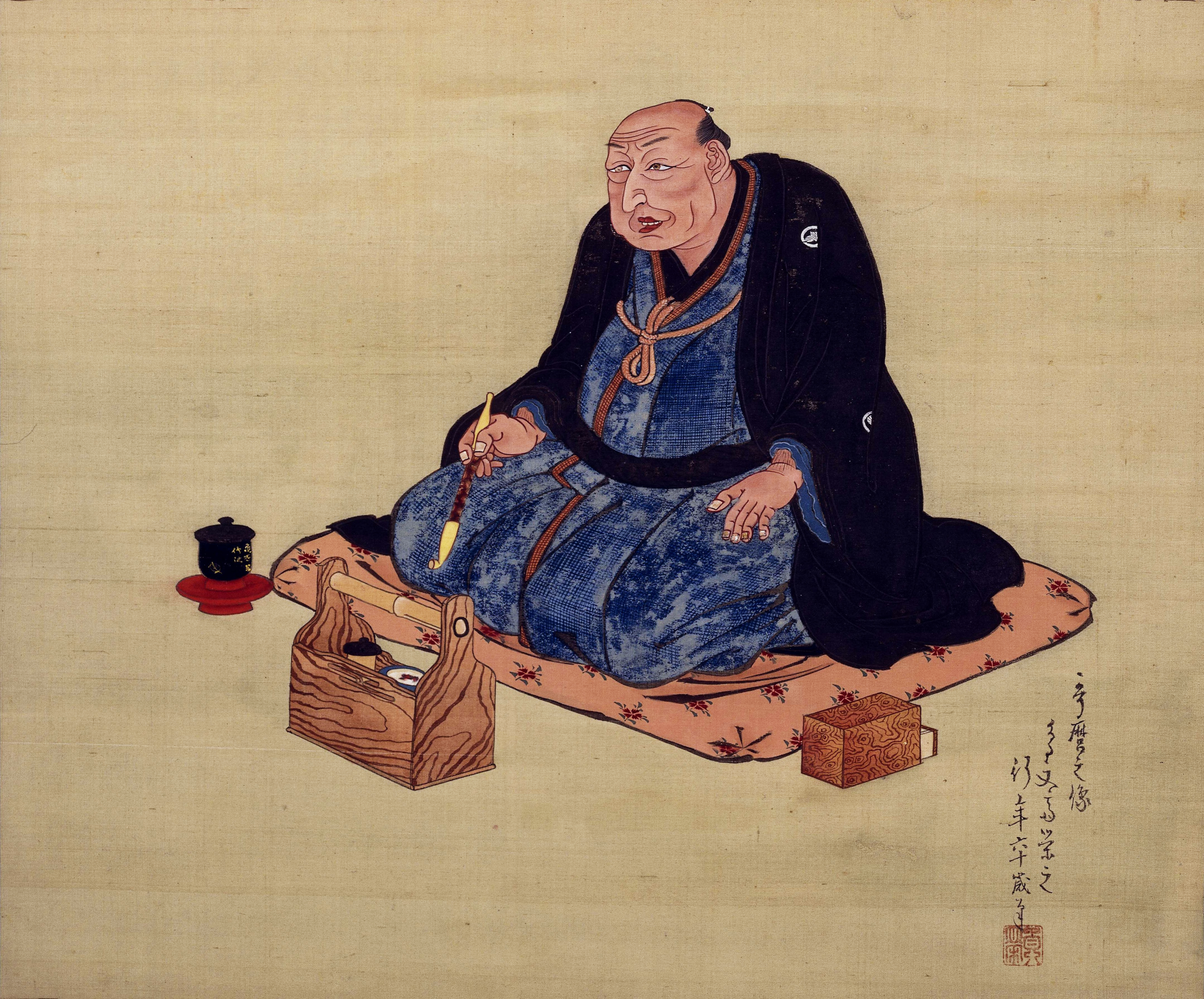
歌麿の肖像画　栄之六十歳筆

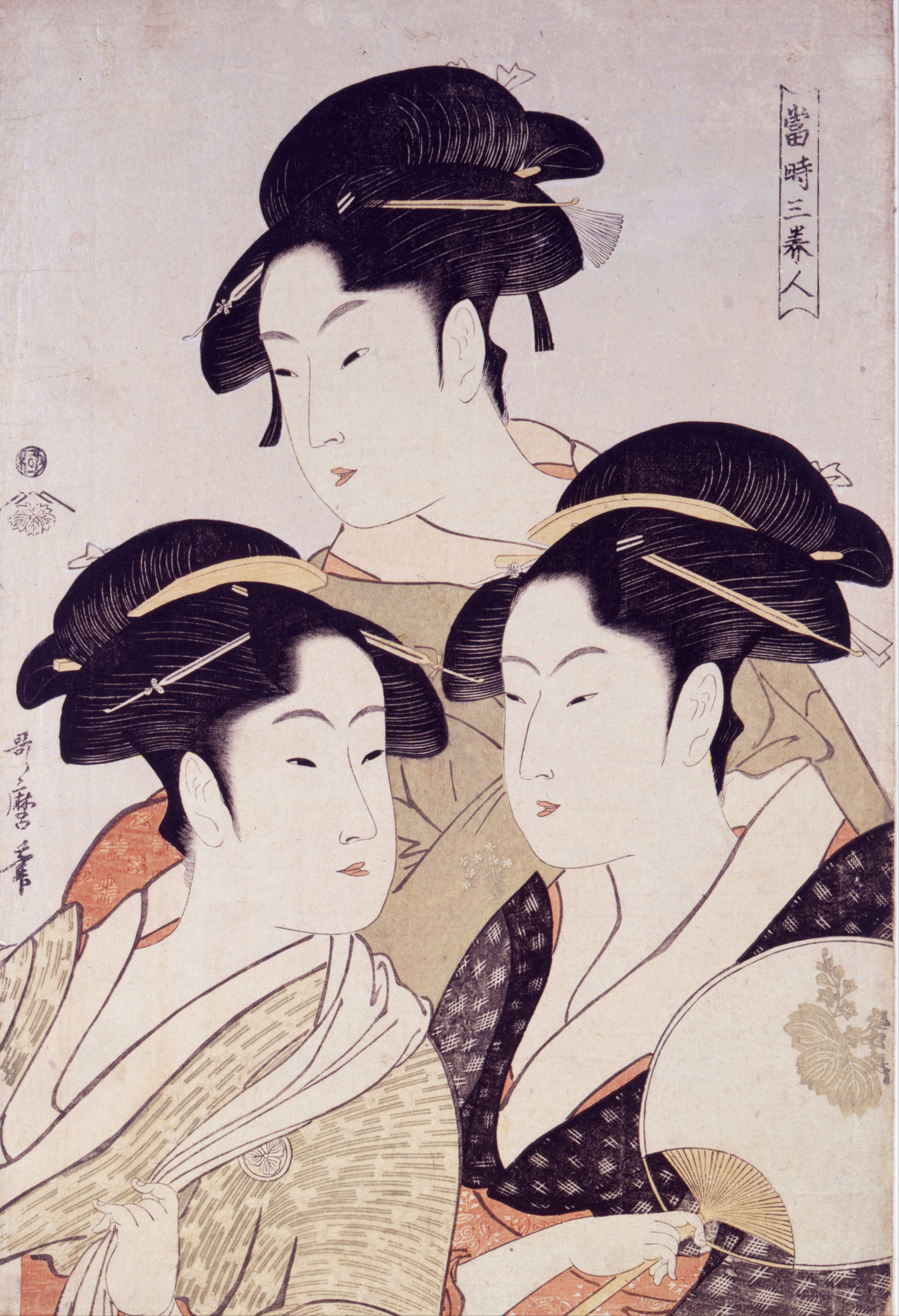
「寛政三美人」 歌麿画

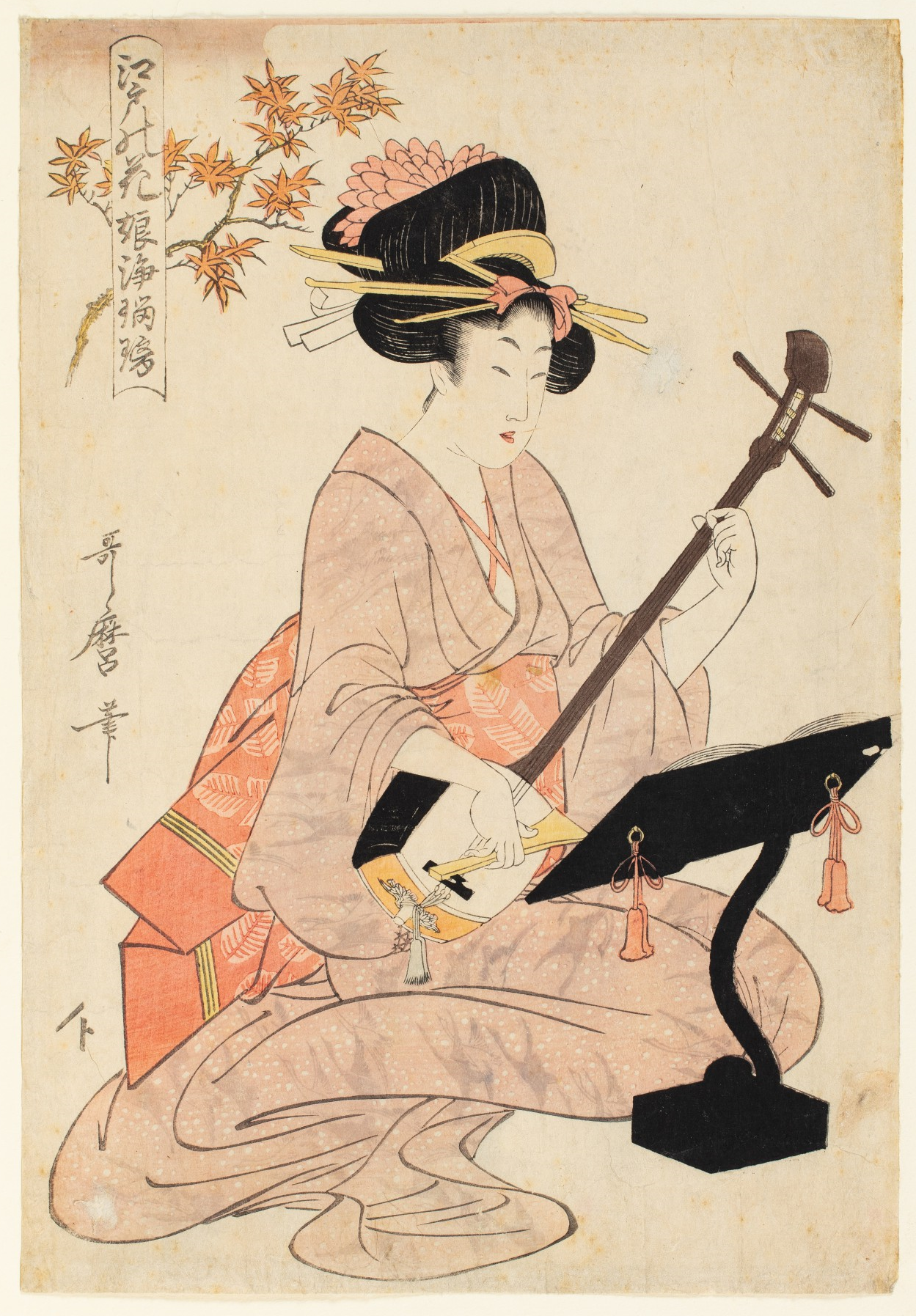
「江戸の花 娘浄瑠璃」 歌麿画

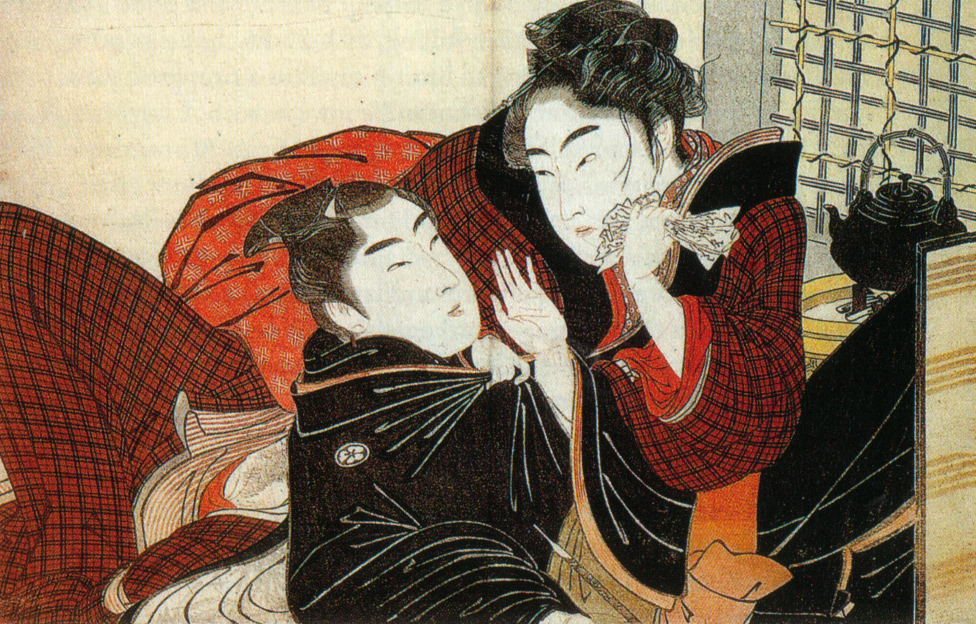
歌麿画。英国ロンドンのヴィクトリア&アルバート博物館所蔵

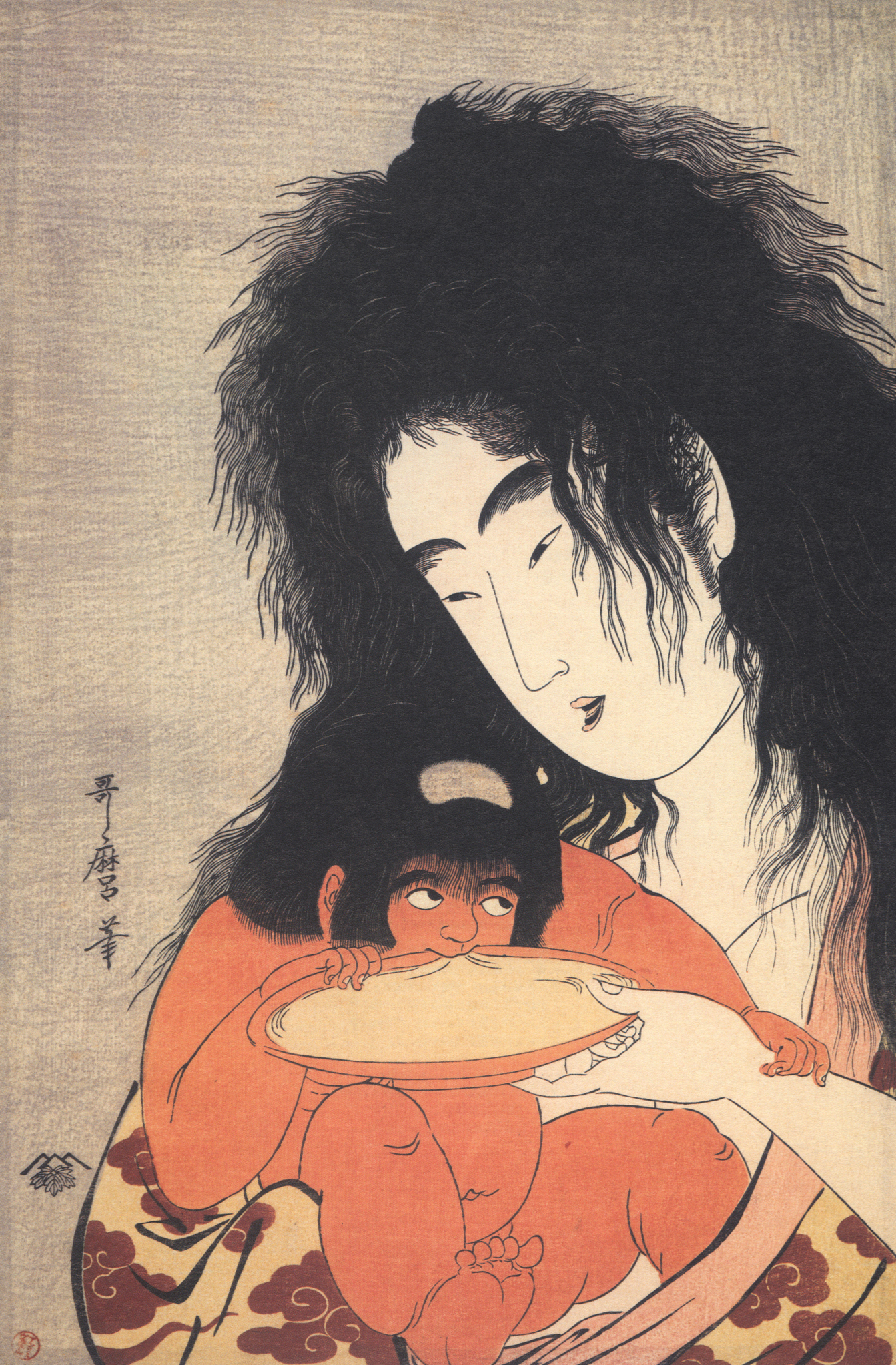
「山姥と金太郎 盃」歌麿画

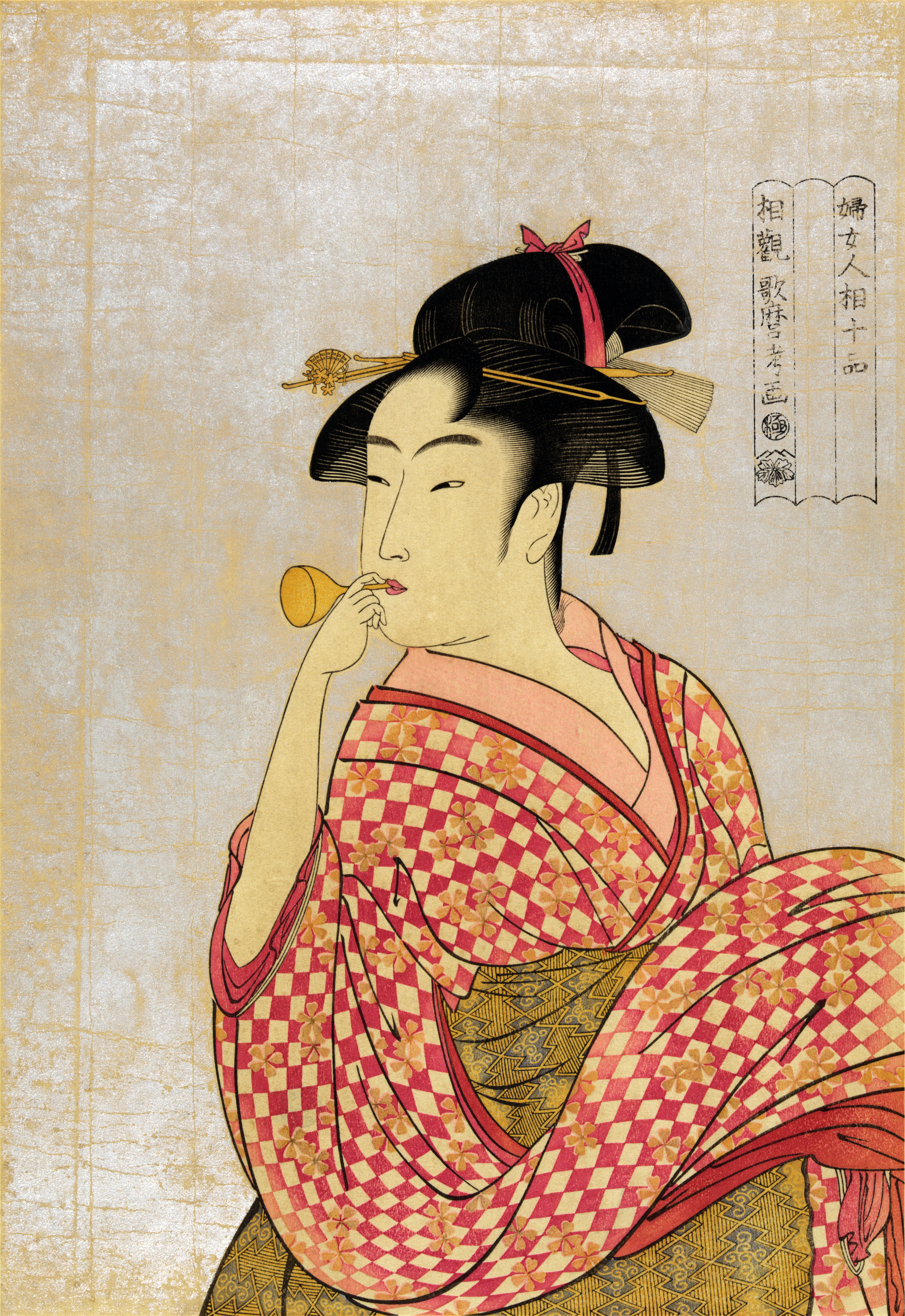
ぽっぴんを吹く女

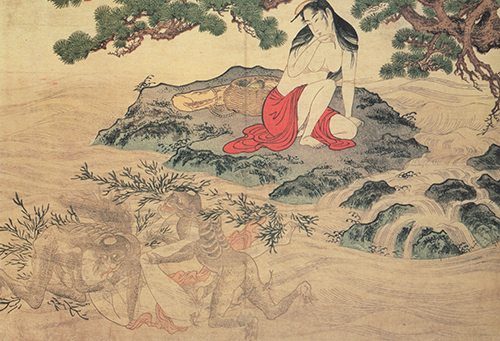
喜多川歌麿の春画に描かれた水虎

喜多川 歌麿（きたがわ うたまろ、1753年（宝暦3年）? - 1806年10月31日（文化3年9月20日）は、江戸時代の日本で活躍した浮世絵師。

## 来歴
本姓は北川、後に画姓は喜多川を名乗る。幼名は市太郎、のちに勇助（または勇記）と改める。名は信美。
生年、出生地、出身地などは不明。生年に関しては、通説の享年、数え54歳からの逆算で1753年（宝暦3年）とされることが多い。出身に関しては、川越説（関根只誠）と江戸市中（『浮世絵類考』）の2説が有力。しかし、墓所の専光寺は、寛政2年（1790年）8月26日、妻「戒名：理清信女」死去の際に菩提寺が無く神田白銀町の笹屋五兵衛の紹介で檀家となり、地方出身との意見もあり、他にも京、大坂などの説もある。
初めの号は石要で、次に豊章といい、天明初年ごろから歌麻呂、哥麿と号す。生前は「うたまる」と呼ばれていたが、直接本人を知るものが居なくなった19世紀過ぎから「うたまろ」と呼ばれるようになったようだ。俳諧では石要、木燕、燕岱斎、狂歌名は筆綾丸、紫屋。「筆綾丸」号では蔦屋重三郎「蔦唐丸」号とともに狂歌・吉原連に属した。そして天明5年の『四方春興、夷歌連中双六』で画号にも用いた。
鳥山石燕のもとで学び、初作は1770年（明和7年）、「少年 石要画」とある石要名義の、絵入歳旦帳『ちよのはる』挿絵「茄子」1点。同ページ他、別人の「少年」付記の2人の弟子号の画があり、子供に画を教えていたとみられる。豊章名義で制作年代が特定の初作品は、富本浄瑠璃正本『四十八手恋所訳』（安永4年）下巻表紙絵。「歌麿」名義では、吉原俄（にわか）を描いた1783年（天明3年）の「青楼仁和嘉女芸者部」「青楼尓和嘉鹿嶋踊 続」が最初期と言われ、このころは鳥居清長が天明末期から寛政初期期の全盛期に描いたすらりとした姿態描写の清長流の美人画だった。しかし、安定した構図と配色、衣装の緻密さに高い技量が窺える。天明6年（1786年）から寛政2年（1790年）にかけて、蔦屋重三郎を版元として、当時流行していた狂歌に、花鳥画を合わせた狂歌絵本を13種刊行し、特に天明8年ごろ『画本虫撰（えほんむしゑらみ）』、寛政元年ごろ『汐干のつと』、同2年ごろ『百千鳥狂歌合』などが優れている。
天明8年（1788年）8月23日には、師・鳥山石燕が死去している。
蔦屋重三郎の製作助力で、それまで全身画しかなかった美人画に、大首画を採用し、歌麿は背景を省略して、技法として白雲母を散りばめた絵とした。これにより、美人画の人物の表情に繊細な表現を付け、仕種や着衣、髪型の微妙な変化で、従来の美人画には見られなかった喜怒哀楽の感情や性格や心の様子を詳細に描くことが可能になった。
これを深めて、寛政2-3年（1790-91年）から描き始めた「婦女人相十品」「婦人相学十躰」といった「美人大首絵」で人気を博した。両作は、女性を相学的に判断し十種に描き分ける趣向で、署名に「相見歌麿画」や「相觀歌麿考画」とあり、歌麿が女性の仕種や化粧、着衣などの外見的要素から性格を描き分け、各自の女性美を表現するという姿勢を押し出している。これで「婦人相学十躰 浮気之相」では、「浮気」を陽気で派手な性格として恋する多情な女性を湯上りの姿で表現している。寛政5-6年（1793-1794年）ごろの「歌撰恋之部」では、さらに女性の様相画を深め近接した三分身女性像で恋する女性の心境と諸相を描き分けた揃物を刊行した。蔦重との連携の下「無線摺」「朱線」「ごま摺り」といった彫摺法を用いて、肌や衣裳の質感や量感を工夫した。「青楼仁和嘉女芸者部」のような、全身像で精緻な大判のシリーズや、「当時全盛美人揃」「娘日時計」「北国五色墨」など大首美人画の優作を刊行した。「娘日時計」では、木版画の常識の体の強い輪郭線ではなく、背景の色画面だけで肌の柔らかさを表現する画期的な画法が使われた。鼻筋も無線摺りにした。この間に寛政3年蔦屋重三郎が山東京伝洒落本『仕懸文庫』が寛政の改革の禁令に触れ家財半分没収となり大きな打撃となり、山東京伝も手鎖50日の刑となる。
一方、歌麿は名声が上がり、上村屋、近江屋など他の多くの版元から依頼された。それで、蔦屋との美人画の題材を離れ、もっと身近な官能的な写実性をも描き出そうとした。吉原最下層の切見世「北国五色墨」の「川岸」「てっぽう」「おいらん」「切の娘」「芸妓」で内面的な退廃美を描く。さらに全身像の「紅つけ」「化粧二美人」、揃物「青楼十二時」で外形的な官能美を描く。寛政10年ごろまでの美人画には美化だけでなく醜さや生活なども描いている。決して美しさだけではなく、生々しさや、汚濁もある実際の人を描いている。やがて揃物・判じ絵『五人美人愛敬競』寛政7年-8年ごろ(1795年-1796年、美術館展示譜）の「兵庫屋花妻」手に持つ書状に"ひきうつしなし自力絵師"と書き「自成一家」印を使用し「正銘歌麿」と落款し下には「本家」と印するほどまでに、美人画の歌麿時代を現出した。また、絵本や肉筆浮世絵の例も数多くみられる。寛政7年（1795年）「吉原仁和嘉」、「風俗浮世八景」、「婦人職人分類」が蔦屋から刊行されているが、複数の人物を一画面の全身像で判型が小ぶりの間判サイズでかなり表現力が落ちて蔦屋との関係にずれが生じているとの説がある。翌年には目立った揃物の刊行がなくなり、寛政9年（1797年）蔦屋重三郎が死去する。
歌麿は遊女、花魁、さらに茶屋の娘などを対象としたが、歌麿が取り上げることによって、モデルの名はたちまち江戸中に広まった。これに対して江戸幕府は、「評判娘の名を錦絵に記してはならない」との寛政5年(1793年)の禁令を発令する。これに、歌麿は名前を判じ絵にした「高名美人六家撰」などで抵抗した。しかし、寛政8年（1796年）にはこの判じ絵も削除を命じられる。
しかし寛政7-8年（1795-96年）ごろには依頼される版元40を数え、濫作で女の背が高くなりしもぶくれの顔と類型化の様子を見せてくる。これで次の展開として「山姥と金太郎」シリーズであり、美人画に対する規制逃れの意味もある。
1804年（文化元年）5月、豊臣秀吉の醍醐の花見を題材にした「太閤五妻洛東遊観之図」（大判三枚続）を描いたことがきっかけで、幕府に捕縛され、入牢3日・手鎖50日の刑を受ける。織豊時代以降の人物を扱うことが禁じられていたからである。これ以降、歌麿は病気になったとされる。版元たちは回復の見込みがないと知ると、逆に依頼が殺到したという。
2年後の1806年（文化3年）死去した。墓所は専光寺（当時・浅草新堀端菊屋西側）現・世田谷区烏山。戒名は秋円了教信士。

## 門人
歌麿の門人には2代目歌麿、千代女、行麿、道麿、月麿、藤麿、喜久麿(菊麿)、秀麿、磯麿、あし磨、峰麿、可麿、此麿、花麿、年麿、竹麿などがいるが、師に比すべき絵師は現れなかった。当事の絵師、また後世の絵師たちに与えた影響は計り知れないものがある。亜流には、文浪、風養、千歌信、石上、石峰、谷馬、久信、晚器、白峨、舟調、英山などがいた。

## 作品

### 錦絵
- 『婦人相学十躰・婦女人相十品』 大判 揃物 寛政3年‐寛政4年ごろ
- 『歌撰恋之部』 大判5枚揃 寛政5年ごろ
- 『娘日時計』 大判5枚揃 寛政6年ごろ
- 『北国五色墨』 大判5枚揃 寛政7年ごろ
- 『青楼十二時』 大判12枚揃 寛政中期
- 『教訓親の目鑑』大判10枚揃 享和1年‐享和2年
- 「針仕事」 大判3枚続 寛政7年ごろ
- 「風流七小町」
- 「当時全盛美人揃 越前屋内唐土」 大判 東京国立博物館所蔵
- 「当時全盛美人揃 玉屋内しつか」 大判
- [37]
- 「相合傘」大判 東京国立博物館所蔵
- 「歌枕」

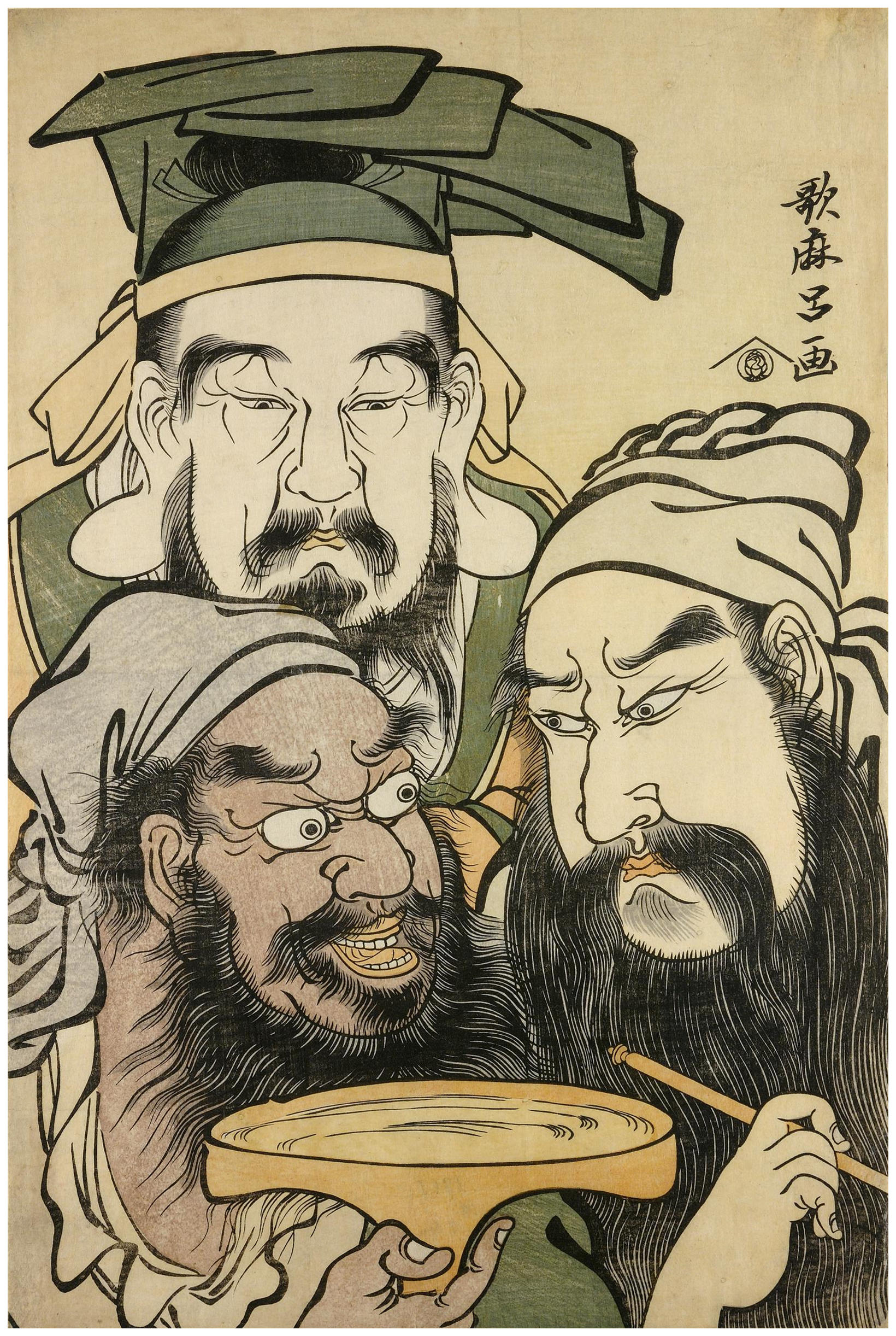

- 「針仕事」 大判3枚続の左 城西大学水田美術館所蔵
- 「山東京伝遊宴」 大判 錦絵3枚続 城西大学水田美術館所蔵
- 「音曲比翼の番組」 小むら咲権六 間判 城西大学水田美術館所蔵
- 「橋下の釣」 長判 城西大学水田美術館所蔵
- 「北国五色墨 切の娘」 大判 日本浮世絵博物館所蔵
- 「高島おひさ」 大判 大英博物館所蔵
- 「高島おひさ」 細判 ホノルル美術館所蔵 寛政5年ごろ 両面摺(一枚の紙の表面におひさの正面、裏面に後ろ姿を摺分けている。)
- 「歌撰恋之部 稀二逢恋」 大判 大英博物館所蔵
- 「見立忠臣蔵十一だんめ」 大判2枚続 東京国立博物館所蔵 寛政6年‐寛政7年ごろ 画中に歌麿自身が描かれている。
- 「青楼十二時 丑の刻」 大判 寛政6年ごろ ブリュッセル王立美術歴史博物館所蔵
- 「婦人相学十躰 浮気之相[38] 大判 寛政4年‐寛政5年ごろ 東京国立博物館所蔵
- 「婦人相学十躰 ぽっぴんを吹く娘」 大判 寛政4年‐寛政5年ごろ ホノルル美術館所蔵
- 「歌撰恋之部 物思恋」 大判 寛政4年‐寛政5年ごろ ギメ美術館所蔵
- 「当時三美人」 大判 寛政5年ごろ ボストン美術館所蔵
- 「婦人泊り客之図」 大判3枚続 寛政6年‐寛政7年ごろ 慶応義塾所蔵
- 「化物の夢」 大判 寛政12年ごろ フィッツウィリアム美術館所蔵
- 「当世踊子揃 三番叟」 大判 バウアー財団東洋美術館所蔵
- 「姿見七人化粧 鬢直し 」 大判 東京国立博物館所蔵
- 「遊君出そめ初衣裳」 大判 文化初期 総州屋与兵衛版

ボストン美術館のスポルディング・コレクションは、歌麿の浮世絵383点を所蔵。公開を長く禁止したため非常に保存状態が良く、すぐに退色するツユクサの紫色もよく残っている。

### 絵本
- 『画本虫撰』 絵入り狂歌本 天明8年
- 『歌まくら』 彩色摺艶本 天明8年
- 『潮干のつと』 絵入り狂歌本 寛政1年‐寛政2年ごろ
- 『 狂歌江戸紫』 絵入り狂歌本 寛政7年 花江戸住編 歌麿は「奴凧図」を描く

### 肉筆浮世絵
| 作品名                                  | 技法         | 形状・員数       | 寸法（縦x横cm） | 所有者                               | 制作年                          | 落款                     | 印章                                                   | 備考 |
| --------------------------------------- | ------------ | ---------------- | --------------- | ------------------------------------ | ------------------------------- | ------------------------ | ------------------------------------------------------ | --- |
| 雨中湯帰り図                            | 絹本著色     | 額1面（元は1幅） |                 | 個人蔵（アメリカ）                   | 天明中期                        | 「哥丸舎豊章画」         | 「魚水有清言」朱文方印                                 | |
| 品川の月図                              | 紙本著色     | 額1面（元は1幅） | 147.0x319.0     | フリーア美術館                       | 天明末期                        | 無                       | 無                                                     | 吉原の花、深川の雪との連作。 |
| 遊女と禿図                              | 絹本著色     | 1幅              |                 | ボストン美術館                       | 寛政初期                        | 「哥麿画」               | 「岸識之印（？）」朱文方印・「字子華白（？）」朱文方印 | |
| かくれんぼ図                            | 絹本著色     | 1幅              |                 | 鎌倉国宝館                           | 寛政初期                        | 「哥麿画」               | 「岸識之印（？）」朱文方印・「字子華白（？）」朱文方印 | 特殊な落款・印章が一致することから、上記の遊女と禿図と双幅か、3幅対のうちの2点だと推測される。 |
| 吉原の花図                              | 紙本著色     | 額1面            | 186.7x256.9     | ワズワース・アシニアム美術館（米国） | 寛政3-4年ごろ                   | 無                       | 無                                                     | 品川の月、深川の雪との連作。 |
| 遊女と禿図                              | 絹本着色     | 1幅              |                 | 城西大学水田美術館                   | 寛政3-5年ごろ                   | 「歌麿画」               | 「歌麿」朱文円印                                       | |
| 女達磨図                                | 紙本着色     | 1幅              |                 | 栃木市                               | 寛政3-5年ごろ                   | 「歌麿画」               | 「歌麿」朱文円印                                       | 中国から輸入された竹紙が使われている。 |
| 文殊菩薩図                              | 絹本着色     | 1幅              |                 |                                      | 寛政3-5年ごろ                   | 「本朝画師歌麿源豊章筆」 | 「歌麿」朱文円印                                       | |
| 三福神の相撲図                          | 紙本墨画淡彩 | 1幅              |                 | 栃木市                               | 寛政3-5年ごろ                   | 「歌麿画」               | 「歌麿」朱文円印                                       | |
| 鍾馗図                                  | 紙本墨画     | 1幅              |                 | 栃木市                               | 寛政3-5年ごろ                   | 「喜多川歌麿源豊章画」   | 方印未読                                               | |
| 万才図額                                | 絹本著色     | 4面（二曲一隻）  |                 | 鎌倉国宝館                           | 寛政3-5年ごろ                   | 「哥麿筆」               | 「歌麿」朱文円印                                       | 元は引き手襖。 |
| 福禄寿三星図                            | 絹本著色     | 1幅              |                 | 日本浮世絵博物館                     | 寛政3-5年ごろ                   | 「歌麿源豊章図」         | 「歌麿」朱文円印                                       | |
| 西王母図                                | 絹本着色     | 1幅              | 84.3x35.7       | ウェストン・コレクション             | 寛政3-5年ごろ                   | 歌麿画                   | 「歌麿」朱文円印                                       | |
| 遊女と禿図                              | 紙本墨画     | 1幅              | 117.6x46.3      | 個人                                 | 寛政3-5年ごろ                   | 「喜多川歌麿源豊章画」   | 「歌麿」朱文円印                                       | 山東京伝賛 |
| 雨宿り図                                | 紙本墨画淡彩 | 1幅              | 39.0x56.5       | 個人                                 | 寛政3-5年ごろ                   | 「喜多川歌麿源豊章画」   | 「歌麿」朱文円印                                       | |
| 納涼立美人図                            | 絹本著色     | 1幅              | 105.4x32.3      | 個人                                 | 寛政6-8年ごろ                   | 「歌麿画」               | 「歌麿」朱文円印                                       | 重要美術品 |
| 花魁道中図                              | 紙本墨画淡彩 | 1幅              |                 | ミシガン大学付属美術館（米国）       | 寛政6-8年ごろ                   | 「哥麿筆」               | 「歌麿」朱文円印                                       | 山東京伝賛 |
| 遊女と禿図                              | 絹本墨画淡彩 | 1幅              |                 | 千葉市美術館                         | 寛政6-8年ごろ                   | 「哥麿筆」               | 「歌麿」朱文円印                                       | |
| 美人夏姿図                              | 絹本着色     | 1幅              | 101.5x31.9      | 遠山記念館                           | 寛政6-8年ごろ                   | 「哥麿筆」               | 「歌麿」朱文円印                                       | 重要美術品 |
| 立姿美人図                              | 絹本著色     | 1幅              | 87.6x32.2       | 個人蔵（国内）                       | 寛政6-8年ごろ                   | 「歌麿筆」               | 「歌麿」朱文円印                                       | 重要美術品 |
| 納涼美人図                              | 絹本著色     | 1幅              | 39.5x65.6       | 千葉市美術館                         | 寛政6-8年ごろ                   | 「哥麿筆」               | 「歌麿」朱文円印                                       | 重要美術品 |
| 美人読玉章図（びじん たまずさをよむず） | 絹本著色     | 1幅              | 84.3x29.3       | 浮世絵太田記念美術館                 | 寛政6-8年ごろ                   | 「哥麿筆」               | 「歌麿」朱文円印                                       | |
| 美人と子供                              | 紙本墨画     | 1幅              |                 | 個人                                 | 寛政6-8年ごろ                   | 「哥麿筆」               | 「歌麿」朱文円印                                       | |
| 入浴美人図（寒泉浴図)                   | 絹本著色     | 1幅              |                 | MOA美術館                            | 寛政後期ごろ                    | 「哥麿筆」               | 「歌麿」朱文円印                                       | 鶯谷吏隠（垣）（大田南畝）賛「蘭湯灧々昭儀坐其中 若三尺寒泉浸明玉 録飛燕別集語」。一般的には両者の関係から寛政後期の作とされるが、南畝が「鶯谷吏隠（垣）」の号を用いるのは文化元年2月に小石川金剛寺坂（現在の文京区春日2丁目）に転居した後とされるので、歌麿最晩年の可能性がある。 |
| 桟橋二美人図                            | 絹紙本著色   | 1幅              |                 | MOA美術館                            | 寛政後期ごろ                    | 「哥麿筆」               | 「歌麿」朱文円印                                       | |
| 遊女と禿図                              | 絹本着色     | 1幅              |                 | 旧ハラリー・コレクション             | 寛政後期ごろ                    | 「哥麿筆」               | 「歌麿」朱文円印                                       | 禿は団扇をもつ |
| 三美人図                                | 絹本著色     | 1幅              |                 | 岡田美術館                           | 寛政後期ごろ                    | 「哥麿筆」               | 「歌麿」朱文円印                                       | |
| 雪兎図                                  | 絹本著色     | 1幅              |                 | 個人                                 | 寛政後期ごろ                    | 「哥麿筆」               | 「歌麿」朱文円印                                       | |
| 遊女と二人の禿図                        | 絹本著色     | 1幅              |                 | キヨッソーネ東洋美術館               | 寛政後期ごろ                    | 「哥麿筆」               | 「歌麿」朱文円印                                       | |
| 三美人図                                | 絹本著色     | 1幅              |                 | 海の見える杜美術館                   | 寛政後期ごろ                    | 「哥麿筆」               | 「歌麿」朱文円印                                       | 麻生工芸美術館旧蔵。歌麿の寛政後期の基準作 |
| 杭打ち図                                | 紙本墨画淡彩 | 1幅              |                 |                                      | 寛政後期ごろ                    | 「行年四十三才 哥麿筆」  | 「歌」「麿」朱文方形連印                               | |
| 琴を弾く遊女                            | 紙本着色     | 扇1面            |                 | ウェーバー・コレクション             | 寛政後期ごろ                    | 「哥麿筆」               | 「歌麿」朱文円印（別印）                               | |
| 美人と若衆図                            | 絹本着色     | 1幅              |                 | ニューオータニ美術館                 | 1802年（享和2年）ごろか         | 「哥麿筆」               | 「きた川歌麿」朱・白文方印                             | 重要美術品（1938年（昭和13年）認定）。印章は中央に白文で「歌麿」とあり、その左右に朱文のくずし字で「きた・川」という他に類例がない珍しい印である。 |
| 二美人図                                | 絹本著色     | 1幅              |                 | メトロポリタン美術館                 | 享和期ごろ                      | 「哥麿筆」               | 「歌麿」朱文円印                                       | |
| 朝粧美人図                              | 絹本著色     | 1幅              |                 | 大英博物館                           | 享和期ごろ                      | 「哥麿筆」               | 「歌麿」朱文円印                                       | |
| 男と娘（つぼみ）図                      | 絹本著色     | 1幅              |                 | 個人                                 | 享和期ごろ                      | 「哥麿筆」               | 「歌」「麿」朱文方形連印                               | 春画。 |
| 娘と子ども図                            | 絹本着色     | 1幅              |                 | 出光美術館                           | 享和期ごろ                      | 「哥麿筆」               | 「歌麿」朱文円印                                       | |
| 花魁道中図                              | 絹本着色     | 1幅              |                 |                                      | 享和期ごろ                      | 「哥麿筆」               | 「歌麿」朱文円印                                       | |
| 芸妓図                                  | 絹本着色     | 1幅              |                 | 岡田美術館                           | 享和期ごろ                      | 「哥麿筆」               | 「歌麿」朱文円印                                       | |
| ほととぎす図                            | 絹本着色     | 1幅              |                 |                                      | 享和期ごろ                      | 「哥麿筆」               | 「歌麿」朱文円印                                       | |
| 浴後、犬を見る美人                      | 紙本着色     | 1幅              |                 |                                      | 享和期ごろ                      | 「哥麿筆」               | 「歌麿」朱文円印                                       | |
| 男女遊愛図                              | 絹本著色     | 1幅              |                 | 個人                                 | 享和-文化初期                   | 「哥麿筆」               | 「歌麿」朱文円印                                       | 春画。歌麿の肉筆春画は、上記の「男と娘図」と本作の2点しか確認されていない。 |
| 更衣美人図                              | 絹本着色     | 1幅              | 117.0x53.3      | 出光美術館                           | 文化年間初期（1804年 - 1805年） | 「歌麿筆」               | 「歌麿」朱文円印                                       | 重要文化財 |
| 三味線を弾く美人図                      | 絹本著色     | 1幅              | 41.5x83         | ボストン美術館                       | 享和-文化初期                   | 「哥麿筆」               | 「歌麿」朱文円印                                       | 紺屋安染・三八市成・山吹多丸・根事良白音・通用亭賛 |
| 遊女と禿図                              | 絹本着色     | 1幅              |                 |                                      | 享和-文化初期                   | 「哥麿筆」               | 「歌麿」朱文円印                                       | 禿は鞠をもつ |
| 花魁道中図                              | 紙本墨画淡彩 | 扇1面            |                 | 東京国立博物館                       | 享和-文化初期                   | 「哥麿筆」               | 「歌」「麿」朱文方形連印                               | |
| 月見の母と娘図                          | 絹本著色     | 1幅              |                 | 香雪美術館                           | 享和-文化初期                   | 「哥麿筆」               | 「歌麿」朱文円印                                       | |
| 更衣美人図                              | 絹本着色     | 1幅              |                 |                                      | 享和-文化初期                   | 「哥麿画」               | 「歌麿」朱文円印                                       | 着賛 |
| 芥川図                                  | 絹本著色     | 1幅              |                 | ロシア国立東洋美術館                 | 享和-文化初期                   | 「哥麿筆」               | 「歌麿」朱文円印                                       | |
| 三美人図                                | 紙本着色     | 1幅              |                 |                                      | 享和-文化初期                   | 「哥麿筆」               | 「歌麿」朱文円印                                       | |
| 三番叟図                                | 紙本着色     | 1幅              |                 |                                      | 享和-文化初期                   | 「哥麿筆」               | 「歌麿」朱文円印                                       | |
| 三味線を弾く遊女図                      | 絹本著色     | 1幅              |                 | フリーア美術館                       | 享和-文化初期                   | 「歌麿筆」               | 「歌麿」朱文円印                                       | |
| 文読む遊女図                            | 紙本著色     | 1幅              | 125.6x53.5      | 大英博物館                           | 文化2-3年ごろ                   | 「歌麿筆」               | 「歌麿」朱文円印                                       | 中国の画仙紙を用いている。 |
| 深川の雪図                              | 紙本著色     | 1幅              | 198.8x341.1     | 岡田美術館hue                        | 享和-文化初期                   | 無                       | 無                                                     | 品川の月、吉原の花との連作。 |

## 関連作品
小説
- 邦枝完二 『歌麿』（のち『歌麿をめぐる女達』に改題） 新潮社、1931年
- 笠原良三 『小説歌麿』 ゆまにて、1975年
- 光瀬竜 『歌麿さま参る』1976年 ハヤカワ文庫、のち角川文庫
- 藤沢周平 『喜多川歌麿女絵草紙』 蒼樹社、1977年 のち文春文庫 竹麿、花麿、千代、滝沢馬琴らも登場。
- 高橋克彦 『だましゑ歌麿』 文藝春秋、1999年 のち文庫

映画
- 『歌麿をめぐる五人の女』：1946年 監督：溝口健二 歌麿：六代目坂東簑助
- 『歌麿をめぐる五人の女』：1959年 監督：木村恵吾 歌麿：長谷川一夫
- 『歌麿 夢と知りせば』：1977年 監督：実相寺昭雄 歌麿：岸田森
- 『北斎漫画』：1981年 監督：新藤兼人 歌麿：愛川欽也
- 『写楽』：1995年 監督：篠田正浩　歌麿：佐野史郎
- 『HOKUSAI』：2021年 監督:橋本一　喜多川歌麿：玉木宏

テレビドラマ
- 『だましゑ歌麿』：2009年、2012年、2013年、2014年、テレビ朝日、演者：水谷豊
- 『べらぼう〜蔦重栄華乃夢噺〜』：2025年、NHK大河ドラマ、演者：染谷将太（幼少期：渡邉斗翔）（喜多川歌麿）、加藤虎ノ介（北川豊章）……喜多川歌麿と北川豊章を別人とし[注釈 6]、豊章は後に志水燕十になったと設定している。

漫画
- 『歌麿』 六田登（1998年-2000年、アクションコミックス。全6巻）